# حي الحرشيات (المكلا)
حي الحرشيات هو أحد أحياء مدينة المكلا في محافظة حضرموت اليمنية. يبلغ تعداد سكانه 8044 نسمة حسب التعداد السكاني في اليمن لعام 2004.

## ضاحية زراعية
الحرشيات ضاحية زراعية من ضواحي مدينة المكلا، وتتميز بخصوبة تربتها ووجود عين ماء حارة جارية تروي حقولها الزراعية التي تزرع انواعا من الخضروات والفواكه، مثل المانجو والجوافة، ويطلق عليه محليا اسم (الزيتون) والبلح، كما تشتهر أيضا بزراعة ثمرة البيدان وتسمى شجرتها أيضا بشجرة البيدان في عموم حضرموت، بينما تعرف باسم شجرة اللوز الاستوائي أو البحري أو الهندي في خارج حضرموت وهذه هي واحدة من بين الأشجار الأكثر شيوعا في جميع أنحاء جنوب اليمن وعمان والهند وماليزيا وأجزاء أخرى كثيرة من جنوب شرق آسيا.
والحرشيات تمد مدينة المكلا بمختلف الخضروات منها البامية والطماطم والبطاطس والكوسة وغيرها من الخضروات، لذك فإنها تعتبر رافدا زراعيى مهما من الروافد التي ترفد المكلا بحاجتها من المنتجات الزراعية.

## منطقة سياحية تروحية
وتعتبر الحرشيات من الأماكنا لترويحية القريبة التي تلجأ اليها العديد من العائلات للترويح عن النفس وقضاء اوقاتا جميلة بعيدا عن اجواء المدن المكتضة بالسكان والضوضاء.
وهناك العديد من العائلات المعروفة والعريقة بمدينة المكلا التي تملك بالإضافة لمنازلها في المكلا منازل أخرى في الحرشيات وهي تعتبر كمصيف لقضاء فترة اجازة المدارس في جو مميز ويطلق على هذا الانتقال من المدينة إلى  الحرشيات في اوقات العطلة المدرسية الصيفية ب (التخريف) أي ذهب ليخرف وهي الفترة التي تبدأ فيها اشجار النخيل في طرح ثمارها من البلح الأحمر والأصفر وكانت تلك عادة من العادات السائدة قديما ولكنها بدأت تفتر في الوقت الراهن لتوسع مدينة المكلا وانتقال أناس كثيرون من مختلف مناطق حضرموت للسكن فيها فأزداد تعداد سكانها واصبح حالها شبيها بحال المدن بعد ان كانت تنعم بالسكينة والهدوء والأجواء الصافية.